# アンフォゲッタブル (曲)
「アンフォゲッタブル」（Unforgettable ）は、アーヴィング・ゴードン作曲のジャズの楽曲。

## 概要
1951年にアーヴィング・ゴードンが作曲した。元の題名は "Uncomparable" （比べられない人）であったが、すぐに "Unforgettable" （忘れられない人）と改題された。ネルソン・リドルの編曲の伴奏によるナット・キング・コール歌唱の録音がヒットし、有名となる。
1991年、ナットの娘ナタリー・コールによる、亡き父が歌った音源とのオーバーダブによる「共演」が大きな話題を呼び、翌年の第34回グラミー賞において「ソング・オヴ・ザ・イヤー」等の賞を受賞した。
現在まで多数のアーティストにカヴァーされ、人気を保っている。

## カヴァー
カヴァーしたアーティストの一部
- ナット・キング・コール
- ペギー・リー
- サミー・デイヴィスJr.
- オスカー・ピーターソン
- アレサ・フランクリン
- ナタリー・コール
- シーア - 劇場アニメ『ファインディング・ドリー』（2016年公開）のエンディングテーマ [1]
- 中本マリ
- 八代亜紀 - 劇場アニメ『ファインディング・ドリー』（2016年公開）の日本語版エンディングテーマ[1]